# Epigynopteryx impunctata
Epigynopteryx impunctata là một loài bướm đêm trong họ Geometridae.